# Esther Wheelwright
Esther Wheelwright (née le 10 avril 1696 et morte le 28 novembre 1780), aussi connue sous le nom de Mère Marie-Joseph de l’Enfant-Jésus, est née à Wells, dans la colonie du Massachusetts (l'actuel Maine), en Nouvelle-Angleterre. 
Elle est la fille du colonel puritain John Wheelwright (en). Enlevée à l'âge de 7 ans lors d'un violent raid dans son village natal par un groupe de Canadiens français et d'Abénaquis, elle est élevée par les Abénaquis, selon leurs traditions et culture, pendant les deux années suivantes. Elle quitte sa famille abénaquis afin d'aller étudier auprès des Ursulines de Québec et devient Sœur. Mère Supérieure des Ursulines, elle joue un rôle politique important dans les événements entourant la Guerre de Sept Ans.

## Biographie

### Enfance

#### Auprès des Wheelwright
Esther Wheelwright est née en 1696, elle est la troisième d’une famille de cinq enfants, de parents profondément puritains : John Wheelwright, son père, et Mary Snell, sa mère. John Wheelwright est colonel, juge, secrétaire à la mairie et conseiller politique en Nouvelle-Angleterre. Esther est élevée dans une famille où les lois du chabbat sont strictement suivies. Le père d’Esther mène le service religieux de la famille, le samedi soir. Le dimanche, la famille effectue une procession jusqu’à la maison de réunion puritaine afin d’assister à un service complet, durant toute la journée.  
En plus des enfants, la maison de la famille Wheelwright accueille les grands-parents et des serviteurs. Parmi ces derniers, les esclaves métis et africains côtoient les serviteurs engagés selon l’indenture. John Wheelwright, à la suite des menaces d’attaques planant constamment sur le village, fait bâtir une forteresse en bois autour de leur résidence, tout juste après le sixième anniversaire d’Esther. Il est aussi détenteur d’une licence lui permettant de tenir une maison de divertissement public où de l’alcool est servi, selon les croyances puritaines. La maison des Wheelwright est, en quelque sorte, devenu une escale récurrente parmi les hommes d’influence (gouverneurs, juges, ministres, généraux, seigneurs) qui voyagent entre Boston et les frontières coloniales.  
Les petites Puritaines comme Esther, même âgée d’à peine sept ans, savaient qu’elles ne devaient jamais faire preuve de paresse. On attendait d’elles, notamment, qu’elles tricotent des bas et des mitaines pour la famille, tout en procédant aux simples tâches domestiques. Comme toutes les autres familles vivant près des frontières, Esther n’a jamais réellement dépassé les limites de la demeure familiale. Par contre, il est possible qu’elle ait été familière des Abénaquis en raison du commerce qu’ils effectuaient avec les marchands anglais, comme son père. Il est toutefois important de noter que ce commerce fortuit entre les deux groupes ne signifie pas l’existence d’une relation de confiance, en effet, une animosité mutuelle et une méfiance régnent entre les deux parties.   

#### Capture d'Esther Wheelwright
Vers la fin de l’été et le début de l’automne 1702, les rumeurs d’une attaque imminente par les Premières Nations et les Canadiens-français s’intensifient. Au printemps 1703, les forces ennemies s’installenrt près des frontières en vue d’une attaque. Le 21 août 1703, une attaque, d’une durée de deux jours, est perpétrée. Le statut des Wheelwright, en raison du rôle de John Wheelwright comme capitaine de la milice, en fait des cibles de choix. L’attaque, d’une étendue de 50 miles, fait de nombreuses victimes. Ceux qui réussissent à éviter la capture sont tués, les établissements incendiés et les maisons, pillées. Parmi les Wheelwright, seulement Esther est victime de cette attaque – prise captive par les Abénaquis. Au total, vingt-deux individus sont assassinés et sept kidnappés.  
Esther, plus tard, racontera au prêtre jésuite, le Père Bigot, que ses premiers jours de son périple comme captive des Abénaquis vers Norridgewock fut une expérience atroce. Par contre, une fois la menace dissipée, l’attitude d’Esther et des autres captifs commença à changer.  

### Vie avec les Abénaquis
Esther est adoptée par une famille abénaquis qui attend d’elle qu’elle puisse remplacer un membre des leurs en assumant sa personnalité, ses tâches et ses rôles. La jeune fille apprend la langue, participe aux messes du dimanche et apprend le catéchisme à la petite école de la mission dont les cours sont donnés par le missionnaire Sébastien Racle. Après seulement quelques mois avec les Abénaquis, Esther s’est tellement adaptée à sa nouvelle identité que les Wheelwright ne l’auraient probablement pas reconnue. 
Après le départ de Sébastien Racle à Québec, Esther et sa famille abénaquis déménagent à l’intérieur d’une nouvelle palissade érigée près de la rivière Saint-François, au sud de Trois-Rivières. Là-bas, Esther fait la rencontre du Père Bigot, alors un des prêtres les plus influents de la Nouvelle-France, avec qui elle développe des liens. Le Père Bigot est grandement impressionné par la capacité d’Esther à vivre selon « les saints principes de la vie chrétienne ». Malgré le fait qu’elle ait été adoptée par une famille abénaquis, Esther demeure une étrangère, selon lui. Elle reflète avoir les dispositions nécessaires à la vie sainte. D’autant plus, croit-il, que la conversion d’une Puritaine peut attirer l’attention de la noblesse française, tout en démontrant l’importance du travail des missionnaires, et que cela peut encourager le financement des missions par le gouvernement français. 
Le Père Bigot engage donc des négociations avec la famille abénaquis d’Esther afin que celle-ci puisse être libérée afin de poursuivre son éducation religieuse. Toutefois, il n’obtient pas le succès escompté et, compte tenu que les Abénaquis constituent des alliés essentiels pour les Français, il évite d’avoir recours à la force. Le Père Bigot s’affaire donc à éduquer Esther en privé. Il la baptise sous le nom de Marie-Joseph.  

### Hébergée chez les Vaudreuil
Sa famille adoptive accepte qu'Esther poursuive ses études auprès des Ursulines, à la suite de négociations délicates entre les Jésuites et les Abénaquis. Toutefois, la rumeur circule auprès des Wheelwright qu'Esther est encore vivante et ces derniers exigent son retour auprès du Gouverneur général de la Nouvelle-France, Philippe de Rigaud, marquis de Vaudreuil. Ce dernier, en raison de la situation politico-économique délicate de la Nouvelle-France, décide de prendre la jeune fille sous son aile pendant une année. Elle est accueillie à sa résidence du Château Saint-Louis et c'est la femme de Vaudreuil, Louise-Élisabeth de Joybert, qui s'occupe de la fillette. Elle l'habille selon les dernières tendances de Paris. Le retour de la jeune fille dans sa famille anglaise est finalement annulé, c'est plutôt l'échange d'un jeune Iroquois qui règle temporairement les affaires politiques de Vaudreuil.  

### Première entrée chez les Ursulines
Après une année chez les Vaudreuil, il est décidé qu'Esther serait mieux chez les Ursulines. Elle y est donc envoyée. Là-bas, la jeune fille prouve qu'elle est une excellente élève, douée pour la grammaire, la musique, les langues et la broderie. Elle développe un intérêt marqué pour le mysticisme catholique.  

### Séjour à l'Hôtel-Dieu
Toutefois, à l'automne 1710, de nouveaux pourparlers avec la Nouvelle-Angleterre et les Premières Nations (Iroquois et Abénaquis), doublés des requêtes persistantes de la part des Wheelwright, amènent Vaudreuil à reprendre la jeune Esther des Ursulines afin de la renvoyer dans sa famille biologique. La jeune fille, convaincue de sa vocation comme Sœur Ursuline, doit se soumettre à ce nouveau plan. Heureusement pour elle, en raison de plusieurs facteurs politiques et économiques, son retour est annulé. Esther est amenée à passer plusieurs mois à l'Hôtel-Dieu de Montréal avec d'autres captifs anglais.

### Carrière et vocation chez les Ursulines

#### Retour chez les Ursulines
En 1712, la Mère Supérieure des Ursulines crée le contrat d’entrée au couvent d’Esther. Cette dernière y commence alors son postulat durant lequel elle est assujettie à un horaire monastique, sans toutefois encore porter l’habit. Elle participe à sa première cérémonie d'entrée religieuse. C’est le Père Bigot qui s’occupa des frais de sa cérémonie. Aux yeux des Français, la conversion d’Esther, dorénavant complète, représentait le futur de la supériorité française dans le Nouveau-Monde.  
En 1713, elle devient Esther-Marie-Joseph, dite de l’Enfant-Jésus. Avec la signature du traité d'Utrecht, le statut de captive d'Esther ne pouvait plus être utilisé pour justifier qu'elle reste en Nouvelle-France. Or, Esther n'éprouvait pas le désir de retourner en Nouvelle-Angleterre, toutefois, les Wheelwright se faisaient persistants et il semblait impossible de leur faire baisser les bras. La Mère Supérieure des Ursulines, après avoir délibéré longuement sur le cas d'Esther-Marie-Joseph, prit une décision exceptionnelle : celle de devancer son entrée officielle parmi les Sœurs.  
Durant ses années de noviciat, la famille Wheelwright tente à de nombreuses reprises de convaincre Esther de revenir parmi eux. Elle admet plus tard que ces lettres suppliantes lui ont causé « une peine infinie », même si elles ne lui ont pas fait changer d’avis au sujet de sa vocation. 
Esther grimpe les échelons de la hiérarchie du couvent, en prenant toujours plus de responsabilités. Elle passe de maîtresse des classes, à directrice du pensionnat, puis elle devient maîtresse des novices. En 1726, elle est nommée une religieuse vocale, ce qui lui donne le titre de Mère et lui permet de participer plus activement aux décisions prises au sein du couvent, notamment en votant aux assemblées. Elle conserve aussi une correspondance avec sa famille anglaise, son neveu Nathaniel lui ayant même rendu visite à quelques reprises. 
Ces relations prennent une signification particulière avec la reprise des tensions entre la Nouvelle-Angleterre et la Nouvelle-France, menant à la Guerre de Sept Ans. En 1759, la ville de Québec est envahie par les Anglais. La ville est prise d'assaut et les Ursulines doivent évacuer le couvent. Esther est envoyée à l'Hôpital-Général en tant qu'infirmière. Le 14 septembre 1759, le Général Louis-Joseph de Montcalm est tué lors d'une bataille finale ayant lieu sur les plaines d'Abraham. Les funérailles ont lieu au couvent des Ursulines. L'occupation des Anglais dure quelques mois, pendant lesquels, les Ursulines acceptent, surtout par dépit, que leur couvent serve d'hôpital militaire. Pendant ce temps, Esther, aux côtés de la Mère Supérieure Anne Migeon de la Nativité, évalue les dommages que la guerre aura apportés aux Ursulines. Sœur Esther-Marie-Joseph est élue assistante supérieure, en décembre 1759 . C'est dans le chaos et l'incertitude que la transition entre la Mère Migeon et la Mère Marie-Joseph est votée favorablement, Esther, grâce à ses connexions britanniques, est le choix évident pour la succession.      

### Mère Supérieure des Ursulines et fin de vie
Le 15 décembre 1760, Esther Wheelwright est nommée Mère Supérieure de l'Ordre des Ursulines du Québec. Si la personnalité respectée d’Esther en fait une candidate de choix, sa nomination revêt aussi une composante stratégique pour l’Ordre. Dotée d’un héritage britannique et protestant, Esther s’avére cruciale dans le maintien de la position des Ursulines et de leur indépendance, sous un régime britannique.
Ses origines facilitent le contact avec les Britanniques et les font paraître moins menaçantes. Le couvent est une cible populaire des critiques, représentant la France, le Catholicisme et les femmes au pouvoir, les Ursulines redoutent que les Britanniques en exigent la fermeture. Malgré tout, le couvent conserve un contact fréquent avec la communauté. La triple alliance britannique, française et amérindienne que représente la nouvelle Mère Supérieure symbolise une force politique et il est dans l’intérêt des Anglais de la réclamer parmi les leurs. 
En tant que Mère Supérieure, Esther endosse des responsabilités diplomatiques, maintenant de bonnes relations avec les Gouverneurs britanniques du Québec, Amherst et Murray, de même qu’avec la France. Durant les négociations de l’Acte de Québec, en 1774, sa diplomatie avec le Gouverneur Guy Carleton démontre l'étendue de son influence. Le couvent était central pour la ville de Québec, tant par son emplacement que par sa relation avec les Britanniques.  
Les Ursulines devant essuyer une dette considérable, la Mère Esther-Marie-Joseph parvient à rétablir une stabilité financière en encourageant les Sœurs à broder à l’amérindienne, en utilisant des matériaux traditionnels comme l’écorce de bouleaux, la peau de chevreuil, les poils d’orignaux et de porc-épic afin de créer des représentations saintes. Malgré le labeur que ce travail peut nécessiter, cette initiative connait un succès commercial considérable,. Une fois leur indépendance économique rétablie, les Ursulines peuvent continuer à offrir des services aux habitants amérindiens et canadiens-français. Dans la dernière moitié du XVIIIe siècle, l’école des Ursulines accueille d’ailleurs un nombre croissant d’étudiantes d'origine britannique.  
Malgré de courtes périodes de tumultes, Esther demeure impliquée de façon forte, même après son dernier mandat en tant que Mère Supérieure, en 1778. 
Elle meurt le 28 novembre 1780 à Québec.  